# دلي عبد الله باشا
دلي عبد الله باشا (بالتركية: Deli Abdullah Paşa)‏ أو بوستانجي باشي دلي عبد الله باشا (بالتركية: Bostancıbaşı Deli Abdullah Paşa)‏ (؟ - 15 ديسمبر 1823م، إزميت). كان أحد رجال الدولة العثمانيين، تولى منصب الصدر الأعظم للدولة العثمانية في عهد السلطان محمود الثاني لمدة أربعة أشهر، وذلك في الفترة ما بين 10 نوفمبر 1822م و30 مارس 1823م، وفي بعض المصادر ما بين 11 نوفمبر 1822م حتى 4 مارس 1823م. تولى منصب قبطان باشا البحرية العثمانية.  

## لقبه
"دلي" (بالتركية: Deli)‏ معناها: مجنون.
عُرِفَ بصرامته وحنكته في التعامل مع الفوضويين، حتى لقّبه الناس بـ"دلي" أي (المجنون) لشدته في قمع المجرمين، وذاع صيته كحامٍ للأمن والعدالة.

## حياته
بوستانجي باشي دلي عبد الله باشا، المعروف أيضًا باسم حمد الله باشا (بالتركية: Hamdullah Paşa)‏، هو أحد رجال الدولة العثمانيين. وُلِدَ لأسرة بسيطة، وكان والده علي آغا (بالتركية: Ali Ağa)‏ من أهالي زعفرانبول (بالتركية: Safranbolulu)‏ وعمل كقائد قارب في رصيف تشنغل كوي (بالتركية: Çengelköy)‏، حيث بدأ عبد الله باشا حياته المهنية في التجديف مع والده وقضى سنوات طويلة في العمل البحري.
في منتصف العشرينات من عمره، التحق بفرقة المجدفين في البلاط السلطاني، حيث عمل أولاً على القارب السلطاني ثم على قارب التنكر الخاص بالسلطان. ترقى تدريجياً حتى أصبح في عام 1809م، مع تولي السلطان محمود الثاني العرش، بوستانجي باشي، وظل في هذا المنصب حتى عام 1815م. كان البوستانجيون يشكلون وحدة عسكرية خاصة تتولى حراسة القصور السلطانية، . وكان البوستانجي باشي هو قائدهم والمسؤول عن الأمن الداخلي للمناطق السلطانية. وفي بعض الحالات، وصل بعض من حملوا هذا اللقب إلى مناصب عليا مثل الصدر الأعظم، كما حدث مع دلي عبد الله باشا الذي تولى الصدارة العظمى في عام 1822م.
في عام 1815م، طلب إعفاءه من الخدمة بسبب تدهور صحته، ومنح معاشًا يكفيه للمعيشة وعاد إلى منزله في تشنغل كوي (بالتركية: Çengelköy)‏. لكن بعد أيام قليلة، عُيّن في منصب ضمن حرس البلاط. وفي عام 1816م أصبح آغا فرسان السباهية، ثم في عام 1819م تولى منصب الإمراهور الأكبر (بالتركية العثمانية: مير اخور)‏ قائد الإسطبلات السلطانية.
في رمضان 1819م، حصل على رتبة وزير وعُيّن قبودان باشا (قائد الأسطول العثماني)، حيث فرض الانضباط الصارم على البحارة المشهورين آنذاك بسوء السلوك، ولكنه أُعفي من المنصب في عام 1821م لافتقاره للخبرة في الشؤون البحرية.
عُيِّن لاحقًا حاكمًا على كوتاهيا وأفيون قره حصار بشرط الإقامة في إسطنبول، كما أوكلت إليه مهمة حراسة سواحل مضيق البوسفور.
في عام 1822م، عُرض عليه منصب الصدر الأعظم بعد عزل حاجي صالح باشا، (بالتركية: Hacı Salih Paşa)‏ أو (بالتركية: İzmirli Salih Paşa)‏ لكنه اشترط أولاً صدور فرمان بإعدام محمد سعيد خالد أفندي (بالتركية: Mehmet Sait Halet Efendi)‏ (1761م-1822م)، الذي كان يتدخل في شؤون الدولة ويؤثر على الصدور العظام. اضطر السلطان محمود الثاني إلى تلبية طلبه وأصدر فرمانًا بنفي خالد أفندي إلى قونية، ومن ثم إعدامه. بعدها، تولى عبد الله باشا منصب الصدر الأعظم في 10 نوفمبر 1822م.
وكان  محمد سعيد خالد أفندي سفيرًا في بلاط نابليون الأول حتى عام 1806م، وفي عام 1819م، لفت خالد أفندي انتباه السلطان محمود الثاني إلى أنشطة علي باشا الألباني الرامية إلى الاستيلاء على السلطة في أوروبا العثمانية. ولما أمر الباب العالي بخلع علي باشا الألباني لأطماعه 1820م، ثار وقاوم الجيش العثماني، وكانت الدولة العثمانية في أشد الحاجة إليه لإخماد الثورة اليونانية. وعندما أرسل السلطان محمود الثاني جيشًا ضد علي باشا الألباني، رد الأخير بتشجيع التمرد ضد السلطة العثمانية في اليونان. وأدت هذه الأحداث إلى التمرد اليوناني الكارثي في عام 1821م. واعتبر السلطان أن خالد مساهمًا في التمرد، فنفي من البلاط قبل اغتياله في قونية في نوفمبر 1822م. وقد خُنق وقطع رأسه.
خلال ولايته القصيرة، أظهر دلي عبد الله باشا شجاعة في مكافحة الحريق الكبير الذي اندلع في حيّ طوب خانة (بالتركية: Tophane)‏ باسطنبول، مما أكسبه تقدير السلطان. لكنه أبدى تساهلًا مع الفوضى التي أحدثها الجنود الإنكشارية خلال الحريق، ما أدى إلى عزله من الصدارة العظمى في 10 مارس 1823م، بعد أربعة أشهر من تعيينه.

## وفاته
أُرسل بعدها واليًا على إزميت، حيث اشتد عليه المرض حتى توفي في 15 ديسمبر 1823م.

## أعماله
- بنى مسجدًا في منطقة تشنغل كوي (بالتركية: Çengelköy)‏.

## شخصيته وتقييم المؤرخين
وُصف عبد الله باشا بأنه رجل صادق، نشيط، ومحب لأعمال الخير. عُرِفَ بصرامته وحنكته في التعامل مع الفوضويين، حتى لقّبه الناس بـ"دلي" أي (المجنون) لشدته في قمع المجرمين، وذاع صيته كحامٍ للأمن والعدالة.

## أنظر أيضا
- قائمة قباطين البحر العثمانيين.
- قائمة الصدور العظام للدولة العثمانية.